# Ralph James (mathématicien)
Pour les articles homonymes, voir Ralph James et James.
Ralph Duncan James est un mathématicien canadien né le 9 février 1909 à Liverpool et mort le 19 mai 1979 sur l'île Saltspring en Colombie-Britannique, Canada. Ses travaux portent sur la théorie des nombres et l'analyse.

## Biographie
Né à Liverpool, Ralph déménage avec ses parents à Vancouver en Colombie-Britannique durant son enfance. Après le lycée, Ralph James entre à l'Université de la Colombie-Britannique. Après ses études, il continue dans le domaine des mathématiques, écrivant une thèse sur Tangential Coordinates. Il part à l'Université de Chicago, où il étudie sous la direction de Leonard Eugene Dickson. Il obtient son doctorat (Ph.D.) avec pour thème Analytical Investigations of Waring's Theorem en 1932. il continue des études post-doctorat, d'abord avec Eric Temple Bell au California Institute of Technology, puis en 1934 avec Godfrey Harold Hardy à l'Université de Cambridge.
Ralph James est professeur de mathématiques à l'Université de Californie à Berkeley de 1934 à 1939. Il est alors appelé à l'Université de la Saskatchewanoù il prend la tête du département de mathématiques. En 1943 il est titulaire à l'Université de la Colombie-Britannique, devenant chef du département en 1948. James a apporté des contributions à la théorie de l'intégrale de Kurzweil-Henstock et à la résolution de la Conjecture de Goldbach.
Depuis 1978, la Société mathématique du Canada décerne le prix Coxeter–James en son honneur et celui de H.S.M. Coxeter.

## Articles
Ralph Duncan James a publié ces articles au cours de sa carrière :
- 1934 : Mathematische Annalen On the representation of integers as sums of pyramidal numbers
- 1934 : Transactions of the American Mathematical Society 36(2):395–444 "The value of the number g(k) in Waring's problem" lien Math Reviews
- 1938 : Transactions of the American Mathematical Society 43(2):296–302 "A problem in additive number theory" lien Math Reviews
- 1939 : Duke Mathematical Journal 5:948–62 "Integers which are not represented by certain ternary quadratic forms" lien Math Reviews
- 1942 : (with Hermann Weyl ) American Journal of Mathematics 64:539–52 "Elementary note on prime number problems of Vinogradoff’s type" lien Math Reviews
- 1943 : Bulletin of the American Mathematical Society 49:422–32 "On the sieve method of Viggo Brun" lien Math Reviews
- 1946 : (with Walter Gage) Transactions of the Royal Society of Canada Section III(3) 40:25–35 "A generalized integral" lien Math Reviews
- 1949 : Bulletin of the AMS 55:246–60 "Recent progress on the Goldbach problem" lien Math Reviews
- 1950 : Journal canadien de mathématiques 2:297–306 "A generalized integral II" lien Math Reviews
- 1954 : (with Ivan Niven) Proceedings of the American Mathematical Society 5:834–8 "Unique factorization in multiplicative systems" lien Math Reviews
- 1955 : Bulletin of the AMS 61:1–15 "Integrals and summable trigonometric series" lien Math Reviews
- 1956 : Pacific Journal of Mathematics 6:99–110 "Summable trigonometric series" lien Math Reviews
- 1968 : Canadian Mathematical Bulletin 11:733–5 "The factors of a square-free integer" lien Math Reviews
- 1970 : American Mathematical Monthly 77(1):94 "Review: Studies in Number Theory"